# 均值回歸
均值回归是一个金融領域概念，指的是一项资产的价格會随着时间的推移趋向于平均价格。当市场价格低于过去的平均价格时，该证券就有可能被人購買，预期价格会上升。当目前的市场价格高于过去的平均价格时，预期价格就会下降。换句话说，偏离平均价格的情况预计会恢复到平均水平。